# Делници и празници
„Делници и празници“ е български телевизионен игрален филм от 1986 г., съставен от 5 новели по сценарий и режисура на Павел Павлов. Оператор е Иван Варимезов, а музиката е на Георги Генков. Художник Борис Нешев.
Филмът е екранизация на едноименния цикъл разкази на Емилиян Станев от 1945 година.

## Актьорски състав
„Нощни светлини“
| Роля                  | Изпълнител    |
| --------------------- | ------------- |
| бедното момче         | Микаел Дончев |
| бай Вълко, въглищарят | Пламен Дончев |

„Намерената полица“
| Роля           | Изпълнител     |
| -------------- | -------------- |
| студентът      | Николай Цанков |
| хазяйката      | Петя Силянова  |
| хазяинът       | Живко Гарванов |
| туберколозният | Румен Иванов   |

„Раздяла“
| Роля               | Изпълнител         |
| ------------------ | ------------------ |
| проститутката Вера | Мария Каварджикова |
| бай Тоше           | Антон Радичев      |

„Крадецът и кучето“
| Роля                              | Изпълнител       |
| --------------------------------- | ---------------- |
| крадецът                          | Димитър Марин    |
| вехтошарят ист - Ирнимос Голдщайн | Васил Димитров   |
| слугинята                         | Росица Брадинова |

„Бъдна нощ“
| Роля             | Изпълнител      |
| ---------------- | --------------- |
| бояджията Ставри | Иван Несторов   |
| изгубеното дете  | Стефан Павлов   |
|                  | Васил Апостолов |